# العلاقات المارشالية الكازاخستانية
العلاقات المارشالية الكازاخستانية هي العلاقات الثنائية التي تجمع بين جزر مارشال وكازاخستان.

## مقارنة بين البلدين
هذه مقارنة عامة ومرجعية للدولتين:
| وجه المقارنة                                              | جزر مارشال                     | كازاخستان                      |
| --------------------------------------------------------- | ------------------------------ | ------------------------------ |
| المساحة (كم2)                                             | 181                            | 2.72 مليون                     |
| عدد السكان (نسمة)                                         | 53.13 ألف                      | 17.95 مليون                    |
| الكثافة السكانية (ن./كم²)                                 | 29.35 ألف                      | 6.6                            |
| العاصمة                                                   | ماجورو                         | نور سلطان                      |
| اللغة الرسمية                                             | لغة إنجليزية، اللغة المارشالية | اللغة القازاقية، اللغة الروسية |
| العملة                                                    | دولار أمريكي                   | تينغ كازاخستاني                |
| الناتج المحلي الإجمالي (بليون دولار)                      | 199.40 مليون                   | 159.41 مليار                   |
| الناتج المحلي الإجمالي (تعادل القوة الشرائية) بليون دولار | 207.25 مليون                   | 439.39 مليار                   |
| الناتج المحلي الإجمالي الاسمي للفرد دولار أمريكي          | 3.38 ألف                       | 10.51 ألف                      |
| الناتج المحلي الإجمالي للفرد دولار أمريكي                 | 3.80 ألف                       | 24.23 ألف                      |
| مؤشر التنمية البشرية                                      |                                | 0.788                          |
| رمز المكالمات الدولي                                      | +692                           | +7                             |
| رمز الإنترنت                                              | .mh                            | .kz، .қаз ‏                     |
| المنطقة الزمنية                                           | ت ع م+12:00                    | ت ع م+05:00، ت ع م+06:00       |

## منظمات دولية مشتركة
يشترك البلدان في عضوية مجموعة من المنظمات الدولية، منها:
| علم المنظمة | اسم المنظمة                   | تاريخ انضمام جزر مارشال | تاريخ انضمام كازاخستان |
| ----------- | ----------------------------- | ----------------------- | ---------------------- |
|             | البنك الدولي للإنشاء والتعمير | 21 مايو 1992            | 23 يوليو 1992          |
|             | بنك التنمية الآسيوي           | 1990                    | 1994                   |
|             | يونسكو                        | 30 يونيو 1995           | 22 مايو 1992           |
|             | الاتحاد الدولي للاتصالات      | 22 فبراير 1996          | 23 فبراير 1993         |
|             | مؤسسة التمويل الدولية         | 23 سبتمبر 1992          | 30 سبتمبر 1993         |
|             | منظمة الشرطة الجنائية الدولية | ?                       | ?                      |
|             | الأمم المتحدة                 | 17 سبتمبر 1991          | 2 مارس 1992            |
|             | مؤسسة التنمية الدولية         | 19 يناير 1993           | 23 يوليو 1992          |
|             | منظمة حظر الأسلحة الكيميائية  | ?                       | ?                      |

## وصلات خارجية
- موقع وزارة الخارجية الكازاخستانية